# Paradyschiria parvula
Paradyschiria parvula är en tvåvingeart som beskrevs av Falcoz 1931. Paradyschiria parvula ingår i släktet Paradyschiria och familjen lusflugor. Inga underarter finns listade i Catalogue of Life.